# Distretto di Phon Sai
Il distretto di Phon Sai (in thailandese: โพนทราย) è un distretto (amphoe) della Thailandia, situato nella provincia di Roi Et.